# Poolwilg
Poolwilg (Salix polaris) is een soort uit het geslacht wilg (Salix).

## Determinatie
Poolwilg is een zeer kleine dwergstruik. De plant wordt 2–9 cm hoog en heeft ondergrondse uitlopers ofwel stolonen. De bladeren zijn donkergroen, 5–32 mm lang en 8–18 mm breed. De soort is tweehuizig. De bloemen zijn gegroepeerd in korte katjes. Een bij rijpheid openbarstende bruinrode doosvrucht bevat talloze zaadjes.